# 学校法人熊本学園
学校法人熊本学園（がっこうほうじんくまもとがくえん）とは、熊本県熊本市に所在する学校法人。

## 概要
共学校を運営する。

## 設置校
すべて熊本県熊本市に設置する。
- 熊本学園大学
- 熊本学園大学付属中学校・高等学校
- 熊本学園大学付属敬愛幼稚園

## 廃止校
- 熊本学園大学短期大学部